# Liste der Monuments historiques in Dienville
Die Liste der Monuments historiques in Dienville führt die Monuments historiques in der französischen Gemeinde Dienville auf.

## Liste der Immobilien
| Bezeichnung       | Beschreibung                                                                                | Standort                  | Kennzeichnung | Schutzstatus | Datum | Bild           |
| ----------------- | ------------------------------------------------------------------------------------------- | ------------------------- | ------------- | ------------ | ----- | -------------- |
| Kirche St-Quentin | aus dem 16. Jahrhundert                                                                     | Place de la Mairie (Lage) | PA00078099    | Classé       | 1907  | weitere Bilder |
| Friedhof          | Portal, drittes Viertel des 18. Jahrhunderts; die schmiedeeisernen Türflügel aus der Kirche | Rue du Cimetière (Lage)   | PA00078098    | Classé       | 1980  |                |

## Liste der Objekte
| Bezeichnung                                             | Beschreibung | Standort                        | Kennzeichnung | Schutzstatus   | Datum     | Bild |
| ------------------------------------------------------- | --- | ------------------------------- | ------------- | -------------- | --------- | ---- |
| Skulptur Heilige Katharina                              | Holz, farbig gefasst, 16. Jahrhunderts                                                                                         | in der Kirche St-Quentin (Lage) | PM10000703    | Classé         | 1961      |      |
| Skulptur Heiliger Germanus                              | Holz, farbig gefasst und vergoldet, 18. Jahrhunderts                                                                           | in der Kirche St-Quentin (Lage) | PM10000706    | Classé         | 1961      |      |
| Orgel                                                   | Ensemble aus PM10000711 und PM10003696                                                                                         | in der Kirche St-Quentin (Lage) | PM10004978    | Classé Inscrit | 1961 1985 |      |
| Orgelprospekt                                           | vor 1765 für das Zisterzienserinnenkloster in Vitry-le-François gebaut, 1792 nach Dienville versetzt                           | in der Kirche St-Quentin (Lage) | PM10000711    | Classé         | 1961      |      |
| Instrumentalteil der Orgel                              | vor 1765 für das Zisterzienserinnenkloster in Vitry-le-François gebaut, 1792 nach Dienville versetzt; 1894 umgebaut            | in der Kirche St-Quentin (Lage) | PM10003696    | Inscrit        | 1985      |      |
| Hauptaltar                                              | Altartisch, Tabernakel und Exposition; Holz, farbig gefasst und vergoldet, 1651; zugehörig PM10003110                          | in der Kirche St-Quentin (Lage) | PM10000699    | Classé         | 1959      |      |
| Zwei Engelsskulpturen                                   | Holz, farbig gefasst und vergoldet, 1651                                                                                       | in der Kirche St-Quentin (Lage) | PM10003110    | Classé         | 1959      |      |
| Chorschranke                                            | Schmiedeeisen, vergoldet, 1765                                                                                                 | in der Kirche St-Quentin (Lage) | PM10000697    | Classé         | 1894      |      |
| Sechs Kirchenfenster                                    | aus dem 16. Jahrhundert | in der Kirche St-Quentin (Lage) | PM10000698    | Classé         | 1907      |      |
| Pietà                                                   | Holz, farbig gefasst, 16. Jahrhundert                                                                                          | in der Kirche St-Quentin (Lage) | PM10000700    | Classé         | 1960      |      |
| Skulptur Heiliger Nikolaus                              | Holz, farbig gefasst, 18. Jahrhundert                                                                                          | in der Kirche St-Quentin (Lage) | PM10000707    | Classé         | 1961      |      |
| Kommuniontisch                                          | Schmiedeeisen, vergoldet, 18. Jahrhundert                                                                                      | in der Kirche St-Quentin (Lage) | PM10000715    | Classé         | 1975      |      |
| Skulptur Heiliger Eligius                               | Holz, farbig gefasst, 18. Jahrhundert                                                                                          | in der Kirche St-Quentin (Lage) | PM10003718    | Inscrit        | 1974      |      |
| Skulptur Heiliger Claudius                              | Holz, farbig gefasst, 16. Jahrhundert                                                                                          | in der Kirche St-Quentin (Lage) | PM10000702    | Classé         | 1961      |      |
| Skulptur Heiliger Quintinus                             | Holz, farbig gefasst, 18. Jahrhundert                                                                                          | in der Kirche St-Quentin (Lage) | PM10000705    | Classé         | 1961      |      |
| Gemälde Auferstehung Christi                            | Ölfarbe auf Leinwand, 17. Jahrhundert                                                                                          | in der Kirche St-Quentin (Lage) | PM10000708    | Classé         | 1961      |      |
| Kelch und Patene                                        | Silber, vergoldet, Gold, Amethyst, 18. Jahrhundert; der Amethyst mit Fassung im Musée Napoléon in Brienne-le-Château deponiert | in der Kirche St-Quentin (Lage) | PM10000712    | Classé         | 1974      |      |
| Gedenktafel für eine Messstiftung durch Claude Bourgoin | Kalkstein, drittes Viertel des 17. Jahrhunderts                                                                                | in der Kirche St-Quentin (Lage) | PM10000714    | Classé         | 1975      |      |
| Skulptur Madonna                                        | Kalkstein, farbig gefasst, 16. Jahrhundert                                                                                     | in der Kirche St-Quentin (Lage) | PM10000701    | Classé         | 1961      |      |
| Gemälde Der heilige Augustinus im Gebet                 | Ölfarbe auf Leinwand, 18. Jahrhundert                                                                                          | in der Kirche St-Quentin (Lage) | PM10000709    | Classé         | 1961      |      |
| Kanzel                                                  | Holz, 1651 | in der Kirche St-Quentin (Lage) | PM10000710    | Classé         | 1961      |      |
| Sessel                                                  | Holz, Stoff, zweite Hälfte des 18. Jahrhunderts                                                                                | in der Kirche St-Quentin (Lage) | PM10000713    | Classé         | 1975      |      |
| Kirchenstuhl                                            | Holz, 18. Jahrhundert | in der Kirche St-Quentin (Lage) | PM10003717    | Inscrit        | 1974      |      |
| Skulptur Unterweisung Mariens                           | Holz, farbig gefasst, 17. Jahrhundert                                                                                          | in der Kirche St-Quentin (Lage) | PM10000704    | Classé         | 1961      |      |